# كورال شورت
كورال شورت هي مخرجة كندية، ولدت في 1973.